# Christophe Moulin (football, 1971)
Pour les articles homonymes, voir Christophe Moulin et Moulin (homonymie).
Christophe Moulin (né le 23 avril 1971) est un entraîneur suisse de football.

## Biographie
Après avoir joué comme défenseur central dans quatre clubs professionnels de son pays[réf. nécessaire], Christophe Moulin devient directeur technique de la formation à Neuchâtel Xamax FC. En mars 2004 il est nommé entraîneur intérimaire de Neuchâtel Xamax FC, club suisse de Super League qu’il parvient à sauver de la relégation.
En 2006 il s’engage comme Performance Coach au sein de l’Irish Football Association. Durant cinq ans il s’occupe de la formation et entraîne les équipes nationales U17 puis U19. Il collabore parallèlement avec Nigel Worthington, manager de l’équipe nationale A, qui le nomme responsable de l’analyse des adversaires.
En 2011 Christophe Moulin revient à Neuchâtel Xamax FC comme directeur sportif et effectue également deux nouveaux intérims comme entraîneur de l’équipe professionnelle. En janvier 2012 il s'engage avec l'Espérance sportive de Tunis, en tant qu’entraîneur assistant de son compatriote Michel Decastel. En juillet 2012, de retour en Suisse, il est nommé directeur de la formation du FC Sion,, club de Super League dans lequel il occupe aussi le poste d'entraîneur assistant de l'équipe professionnelle.
En janvier 2015, il est recruté comme responsable du football d'élite par l'Association suisse de football et depuis juillet 2020 il cumule cette fonction avec celle d'entraîneur principal de l'équipe Suisse U20
En avril 2023, le jour dès son 52e printemps, il est pressenti pour reprendre l’intérim de l’équipe première du FC Neuchâtel Xamax, notamment grâce à ses bons contacts sur le Littoral. Lui qui avait déjà sauvé le club, endosse sur ses épaules les espoirs de tout un Canton, celui de ne pas voir couler le Xamax